# ميتش دوناهو
ميتش دوناهو (بالإنجليزية: Mitch Donahue)‏ هو لاعب كرة قدم أمريكية أمريكي، ولد في 4 فبراير 1968 في لوس أنجلوس في الولايات المتحدة.

## وصلات خارجية
- ميتش دوناهو على موقع مرجع كرة القدم المحترفة.كوم (الإنجليزية)